# Novo Selo (Bosanski Brod, BiH)
Novo Selo je naseljeno mjesto u sastavu općine Bosanski Brod, Republika Srpska, BiH.

## Stanovništvo
| Novo Selo          |                |                |                |
| godina popisa      | 1991.          | 1981.          | 1971.          |
| Hrvati             | 2.771 (93,83%) | 2.761 (95,73%) | 2.872 (90,22%) |
| Srbi               | 69 (2,33%)     | 69 (2,39%)     | 289 (9,07%)    |
| Muslimani          | 3 (0,10%)      | 2 (0,06%)      | 0              |
| Jugoslaveni        | 63 (2,13%)     | 50 (1,73%)     | 14 (0,43%)     |
| ostali i nepoznato | 47 (1,59%)     | 2 (0,06%)      | 8 (0,25%)      |
| ukupno             | 2.953          | 2.884          | 3.183          |

## Unutrašnje poveznice
- NK Ukrina Novo Selo

## Vanjske poveznice
- novo-selo-online.blogspot.com
- novo-selo.blogspot.com
- Savjet mjesne zajednice Novo Selo - Blog
- Savjet mjesne zajednice Novo Selo, facebook stranica